# Salsalat
Salsalatul este un antiinflamator nesteroidian din clasa derivaților de acid salicilic, utilizat ca antiinflamator, analgezic și antipiretic. Este utilizat pentru unele afecțiuni inflamatorii, precum artrita reumatoidă, dar și în alte boli dureroase, precum osteoartrita. Calea de administrare disponibilă este cea orală.

## Reacții adverse
Ca toate AINS, salsalatul poate produce iritație gastrică cu risc de apariție a unor ulcerații și a unor hemoragii gastro-intestinale.